# Han Zhaodi
Han Zhaodi (漢昭帝, 94 – 74 p.n.e.) – cesarz chiński z dynastii Han w latach 87 – 74 p.n.e. Najmłodszy syn cesarza Wu Di. W czasie swojego panowania ograniczył wydatki państwa, zaprzestał dalszej ekspansji terytorialnej i obniżył podatki. Zmarł w wieku lat 20, nie pozostawiając potomka. W wyniku problemów z sukcesją na krótki okres cesarzem został książę Changyi, po nim cesarzem został praprawnuk cesarza Wu Di Xuan Di.